# Cantón de Valençay
El cantón de Valençay es una división administrativa francesa, situada en el departamento de Indre y la región Centro.

## Geografía
Este cantón está dispuesto alrededor de Valençay en el distrito de Châteauroux. Su altitud varía de 71 m s. n. m. (La Vernelle) a 191 m s. n. m. (Vicq-sur-Nahon) con una altitud media de 114 m s. n. m.

## Composición
El cantón agrupa 10 comunas:
| Entidad de la población | Habitantes (2006) | Código postal | Código Insee |
| ----------------------- | ----------------- | ------------- | ------------ |
| Faverolles              | 346               | 36360         | 36072        |
| Fontguenand             | 241               | 36600         | 36077        |
| Langé                   | 300               | 36600         | 36092        |
| Luçay-le-Mâle           | 1 531             | 36360         | 36103        |
| Lye                     | 829               | 36600         | 36107        |
| Valençay                | 2 665             | 36600         | 36228        |
| La Vernelle             | 786               | 36600         | 36233        |
| Veuil                   | 367               | 36600         | 36235        |
| Vicq-sur-Nahon          | 754               | 36600         | 36237        |
| Villentrois             | 623               | 36600         | 36244        |

## Demografía
| 1962  | 1968   | 1975   | 1982   | 1990  | 1999  | 2006  | 2007  |
| ----- | ------ | ------ | ------ | ----- | ----- | ----- | ----- |
| 9 703 | 10 213 | 10 082 | 10 054 | 9 386 | 8 626 | 8 438 | 8 442 |